# Cova de l'Esperit
La Cova de l'Esperit (en anglés: Spirit Cave) és una cova prehistòrica situada a prop de Fallon, a la regió de la Gran Conca de Nevada, a Estats Units d'Amèrica. El 1940 s'hi trobà un cos humà parcialment momificat, d'uns 10.600 anys d'antiguitat.

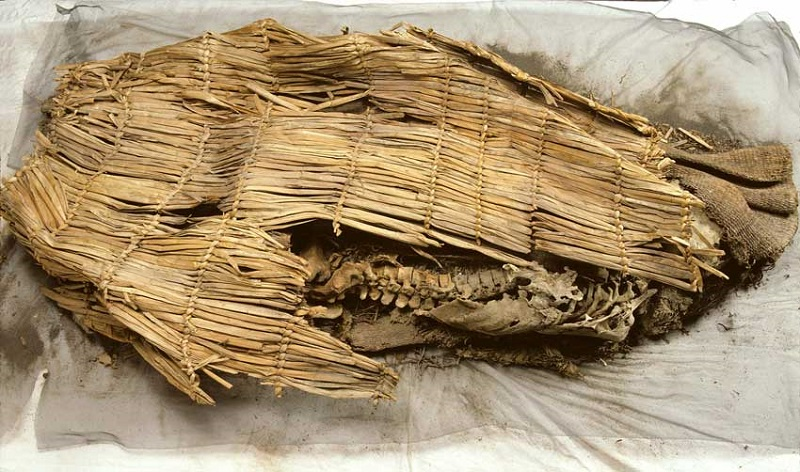
L'home de la Cova de l'Esperit encara cobert amb la seua estora

## Situació
La Cova de l'Esperit es troba a 21 km al nord-est de la ciutat de Fallon, comtat de Churchill, als peus de les muntanyes Stillwater.

## Història
La Cova de l'Esperit fou descoberta l'any 1940 per dos funcionaris de la Comissió de Parcs de Nevada que identificaven jaciments arqueològics vulnerables a la zona. Van trobar a la cova restes de dos cossos coberts amb estores de jonc, un home d'uns 40 anys i una xiqueta d'uns 14 anys. L'home, dipositat una mica més fondo, estava parcialment momificat (el cap i l'espatla dreta).
La mòmia ha passat a ser propietat de l'estat de Nevada. La seua propietat va ser objecte de disputes entre els arqueòlegs i les tribus paiute de l'àrea, que volien recuperar el seu cos.
Els antropòlegs recolliren 67 artefactes a la cova a més més dels cossos.

## L'home de la Cova de l'Esperit

### Descripció
L'home parcialment momificat tenia uns 40 anys quan va morir. Encara tenia els cabells negres, i li arribaven als muscles. L'aire molt sec de l'àrea va permetre'n la conservació.
Duia mocassins molt elaborats, fets amb trossos de pells de tres animals. El cos estava embolcallat amb una capa de pell de conill, colgat amb una estora de jonc.(1)

### Datació
Llavors van calcular que els objectes recollits el 1940 tenien només de 1.500 a 2.000 anys d'antiguitat.
Al 1996, Ervi Taylor realitzar una datació amb carboni 14 de la mòmia. Va determinar l'edat a partir de 17 mostres d'ossos, cabells i l'estora on l'havien soterrat. Els resultats en donaren una edat de 9.415 anys abans de la nostra era. Els funcionaris de l'estat de Nevada van quedar-ne parats.
Més tard, Douglas W. Owsley, especialista en cranis antics i comissari del departament d'antropologia de la Smithsonian Institution, n'ha fet més anàlisis. Va datar amb precisió l'home de la Cova de l'Esperit del 10630 abans de la nostra era.(1)

### Genètica
L'examen del crani realitzat per científics de la Smithsonian Institution i la Universitat de Tennessee va concloure que es tractava d'un suposat tipus europoide; açò, però, ho van refutar anàlisis genètiques posteriors.
A l'octubre del 2015, el paleogenètic danés Eske Willerslev va prendre mostres d'ossos i dents de les restes humanes. L'anàlisi d'ADN indica que l'home està relacionat amb els nadius americans actuals. Pertany a l'haplogrup de ADN-Y Q1b1a1a1-M848 i a l'haplogrup d'ADNmt D1.